# Aéroport d'Ishigaki
Le nouvel aéroport d'Ishigaki (新石垣空港, Shin-Ishigaki Kūkō), (code IATA : ISG • code OACI : ROIG), également sous le nom d'aéroport Painushima d'Ishigaki (南ぬ島石垣空港, Painushima Ishigaki Kūkō, "Southern Island Ishigaki Airport"), note, est un aéroport régional situé dans le district de Shiraho d'Ishigaki, préfecture d'Okinawa, au Japon. L'aéroport est situé près de la côte orientale de l'île Ishigaki. Il relie l'île vers les principales villes du Japon ainsi que des destinations dans toute la préfecture d'Okinawa et les îles Yaeyama. Cet aéroport a remplacé l'ancien qui ne disposait pas de piste suffisamment longue pour accueillir de plus gros avions.

## Situation

### Carte des 50 principaux aéroports du Japon
| Akita Amami Aomori Asahikawa Chūbu Fukuoka Fukushima Hakodate Hanamaki Hiroshima Ibaraki Ishigaki Izumo Kagoshima Kansai Kitakyushu Kobe Kōchi Komatsu Kumamoto Kumejima Kushiro Iwakuni Matsuyama Memanbetsu Miho-Yonago Misawa Miyako Miyazaki Nagasaki Nagoya Naha Tokyo · Narita Niigata Ōita Okayama Osaka Saga Sendai Shin-Chitose Shizuoka Shonai Takamatsu Tokachi-Obihiro Tokushima Tokyo · Haneda Tottori Toyama Tsushima Yamaguchi Ube |

| Naha Aguni Ishigaki Kitadaito Kume Minami-Daito Shimojishima Miyako Tarama Yonaguni Futenma Kadena |

## Compagnies et destinations
| Compagnies                                         | Destinations                                                 |
| -------------------------------------------------- | ------------------------------------------------------------ |
| All Nippon Airways                                 | Nagoya-Chūbu, Osaka-Kansai, Tokyo-Haneda En saison : Fukuoka |
| All Nippon Airways opéré par ANA Wings             | île Miyako, Okinawa-Naha                                     |
| China Airlines                                     | En saison : Taïwan-Taoyuan                                   |
| HK Express                                         | Hong Kong                                                    |
| Japan Airlines opéré par Japan Transocean Air      | Osaka-Kansai, Okinawa-Naha, Tokyo-Haneda                     |
| Japan Transocean Air opéré par Ryukyu Air Commuter | île Miyako, Okinawa-Naha, Yonaguni                           |
| Peach                                              | Osaka-Kansai, Tokyo-Narita                                   |
| Solaseed Air                                       | Okinawa-Naha                                                 |

Édité le 07/01/2020

## Statistiques
Pour des raisons techniques, il est temporairement impossible d'afficher le graphique qui aurait dû être présenté ici.

Voir la requête brute et les sources sur Wikidata.